# Dušan Gorše
Dušan Gorše, slovenski policist, * ?.
Med slovensko osamosvojitveno vojno je bil poveljnik zaščitne enote milice.

## Odlikovanja in nagrade
Leta 1992 je prejel častni znak svobode Republike Slovenije z naslednjo utemeljitvijo: »za izjemne zasluge pri obrambi svobode in uveljavljanju suverenosti Republike Slovenije«.